# Francesco Maria Macchiavelli
Francesco Maria Macchiavelli (né en 1608 à Florence, alors capitale du Grand-duché de Toscane et mort le 22 novembre 1653 à Ferrare) est un cardinal italien du XVIIe siècle. 

## Biographie
Francesco Maria Macchiavelli est nommé évêque de Ferrare en 1638. Il est promu patriarche de Constantinople et est ensuite envoyé comme nonce apostolique à Cologne et en Allemagne pendant l'absence du cardinal Marzio Ginetti.
Le pape Urbain VIII le crée cardinal-prêtre lors du consistoire du 16 décembre 1641. Il participe au conclave de 1644, lors duquel Innocent X est élu.
Francesco Macchiavelli est le cousin et le neveu des cardinaux Lorenzo Magalotti (1624), Francesco Barberini (1623) et Antonio Barberini (1627).

## Sources
- Fiche du cardinal Francesco Maria Macchiavelli sur le site fiu.edu